# Прядилов, Станислав Анатольевич
Станислав Анатольевич Прядилов (родился 10 июня 1989 года в Долгопрудном) — российский регбист, хукер команды «Слава».

## Биография
Воспитанник ДЮСШ «Долгопрудненские Соколы». Первый тренер — Олег Константинович Щепочкин. В дальнейшем был в системе «Славы».

### Карьера игрока
Профессиональную карьеру начал в 2010 году в клубе «Фили». Провел там четыре года и перешел в «Славу».

### Карьера в сборной
Выступал за сборную России (U19) по регби. Бронзовый призер чемпионата Европы.